# Bourbon Shopping São Paulo
O Bourbon Shopping São Paulo é um centro comercial localizado entre os bairros Pompeia, Perdizes, Barra Funda e Água Branca, nos distritos de Perdizes e Barra Funda, na cidade de São Paulo. O Shopping pertence ao grupo gaúcho Zaffari e ocupa o mesmo local do antigo Shopping Center Matarazzo, que foi arrematado pelo atual grupo em 1997. Desde então, os contratos com os antigos lojistas foram rescindidos e o antigo shopping demolido.
Até maio de 2009, o shopping se chamava "Bourbon Shopping Pompeia", mas a nomenclatura foi mudada para evitar confusão com as unidades Bourbon Shopping do Rio Grande do Sul. Quando mencionado junto às unidades gaúchas, ele deve ser chamado de "Bourbon Shopping São Paulo"; quando estiver sozinho, o nome usado deverá ser apenas "Bourbon Shopping".
O shopping foi inaugurado no dia 28 de março de 2008, um dia após a data prevista, devido à falta do documento "Habite-se" da Prefeitura de São Paulo.
No dia 16 de janeiro de 2009, foi inaugurado no local o Espaço Itaú de Cinema, com a primeira sala de cinema com a tecnologia Imax do Brasil, e no dia 22 de outubro de 2009 foi inaugurado o Teatro Bradesco, o mais moderno da América Latina, com capacidade para 1.500 lugares. O Bourbon Shopping São Paulo também trouxe a São Paulo a primeira operação da rede de hipermercados Zaffari.